# Nadine Spencer
Nadine Ann Marie Spencer (sinh ngày 17 tháng 12 năm 1967) là một nữ doanh nhân, nhà hoạt động và nhà từ thiện người Canada gốc Jamaica. bà là giám đốc điều hành của BrandEq Agency, một cơ quan tiếp thị và truyền thông. Spencer sở hữu một nhóm các công ty thực phẩm cho người sành ăn - QGourmet và The Indulgent Foodie.

## Tuổi thơ
Spencer lớn lên ở Kingston, Jamaica và tốt nghiệp Đại học York với bằng danh dự về khoa học chính trị năm 1987.

## Sự nghiệp
Khi bà rời trường đại học năm 1987, bà bắt đầu công ty đầu tiên và hiện bà là giám đốc điều hành của Brand EQ Group Inc. Spencer đã tạo ra The Food Network Delicious Food Show, với các đầu bếp nổi tiếng Padma Lakshmi, Colin Cowie Lynn Crawford, Mark McEwan và David Rocco.
bà là người sáng lập và Giám đốc điều hành của công ty Nadine Spencer (NSCO), bao gồm một nhóm các công ty thực phẩm cho người sành ăn (OhMyGourmet, Q Gourmet Inc., và The Indulgent Foodie).

## Phương tiện truyền thông
Spencer xuất bản bài viết về xu hướng thực phẩm và đánh giá nhà hàng. bà đã được đăng trên Thời báo New York, Bài đăng của Phụ nữ, Ngôi sao Toronto, Mặt trời Toronto và các tạp chí thương mại khác, cũng như các chương trình truyền hình bao gồm Bữa sáng Truyền hình, Thành phố Line và Tìm kiếm của PBS !. bà là giám đốc của chương trình The Delicious Food tại Mer Đồ Mart Properties (MMPI), ra mắt và tạo ra chương trình lối sống thực phẩm cao cấp đầu tiên của Canada ở Toronto. Điều này được tài trợ bởi Food Network Canada.
bà được đặc trưng trong danh sách Nữ doanh nhân và điều hành viên da đen thành công, cùng với Oprah Winfrey, Michele J. Hooper và Michelle Gadsden-Williams.

## Giải thưởng
Spencer đã giành được nhiều giải thưởng cho thành tích của mình, bao gồm -
- Giải thưởng Tình nguyện viên Liên Hợp Quốc và
- Giải thưởng thành tựu cao nhất của Dale Carnegie cho bài phát biểu trước công chúng.